# Melanotus paveli
Melanotus paveli is een keversoort uit de familie kniptorren (Elateridae). De wetenschappelijke naam van de soort werd voor het eerst geldig gepubliceerd in 2007 door Giuseppe Platia.